# اریسکیرش
اریسکیرش (به آلمانی: Eriskirch) یک شهر در آلمان است که در بودنسیکرایس واقع شده‌است. اریسکیرش ۴٬۷۰۱ نفر جمعیت دارد.

## خواهرخوانده
شهر Nerchau خواهرخواندهٔ اریسکیرش هست.